# Кубински ястреб
Кубинският ястреб (Accipiter gundlachi) е вид птица от семейство Ястребови (Accipitridae). Видът е застрашен от изчезване.

## Разпространение
Видът е разпространен в Куба.